# Josef Kobrle
Josef Kobrle (16. října 1851 Stará Lomnice, součást Lomnice nad Popelkou – 8. března 1919 Lomnice nad Popelkou) byl český varhanář.

## Život
Do varhanářského řemesla pronikal pod vedením svého otce v rodinné dílně, kde se i vyučil. Roku 1876 si založil vlastní společnost, ve které se věnoval stavbě a opravám varhan. Následující rok se oženil s Barborou Fučíkovou. O šest let později (1883) vyrazil na studijní pobyt do Německa, kde pracoval v dílně v Geře a v drážďanské firmě Gebrüder Jehmlich. Když se z cest vrátil zpět do Čech, využil svých nabytých znalostí a svůj závod upravil. V tu dobu v ní zaměstnával šest dělníků. Produkované nástroje byly známé svým kvalitním řemeslným zpracováním a rovněž pro zákazníky přijatelnou cenou. Tři roky po odchodu do Německa se znovu oženil, když si roku 1886 vzal za manželku Annu Kuntovou.
Varhanářská dílna vyráběla jak nástroje jednomanuálové, tak i rozsáhlejší o dvou manuálech. Počínaje rokem 1914 se ale zaměřil na úpravy starších nástrojů. Celkem tak zrekonstruoval na sto varhan. Produkované hudební nástroje vynikaly jak svým zvukovým projevem, tak též praktickým řešením jejich jednotlivých částí. Vliv na to měla i skutečnost, že Kobrle sám byl dobrým varhaníkem.
Zaměstnanci Kobrlovy firmy byli i dva jeho synové. Protože ale oba padli v bojích první světové války, převzali dílnu po majitelově smrti (1919) dva jeho pomocníci Josef Ženatý a Josef Kunt.

## Dílo
Příklady varhan z dílny Josefa Kobrleho:
- Chrudim, kostel Českobratrské církve evangelické (1891)[3]
- Světlá pod Ještědem, kostel svatého Mikuláše (1895–1910)[4][5]
- Hejnice, kostel Navštívení Panny Marie (1906)[6]
- Žireč, kostel svaté Anny (rekonstrukce 1906)[7]
- Řestoky, kostel svatého Václava[8]